# Wapen van Hoevelaken

Hoevelaken

Het wapen van Hoevelaken toont het wapen van de voormalige gemeente Hoevelaken. Het wapen werd aan de gemeente verleend met het Koninklijk Besluit van 7 augustus 1948. De omschrijving luidt:
"Gevierendeeld; I en IV in zilver drie zuilen van keel, geplaatst 2 en 1; II en IIl in keel een gouden kruis; in een zilveren hartschild zes leliën van keel, geplaatst 3, 2 en 1 Het schild gedekt met een gouden kroon van drie bladeren en twee paarlen."

## Geschiedenis
Het gecarteleerde wapen is een samenstelling met de familiewapens die de grootste invloed hadden op de ontwikkeling van de gemeente. Het hartschild is van Stoutenburg die het tot 1263 in hun bezit hadden. Op het eerste en vierde deel het wapen van Van Zuylen van Nijevelt (1402-1633). Het tweede en derde deel Van Lynden (1664-1732). Het schild ten slotte gedekt met een gravenkroon. Op 1 januari 2000 werd de gemeente opgeheven en ging op in de gemeente Nijkerk. Elementen van het wapen van Hoevelaken werden opgenomen in de linkerhelft van het wapen van Nijkerk.

## Afbeeldingen

Zuylen Nijevelt
Van Lynden
Van Stoutenburg
Wapen van Nijkerk